# Kalolis

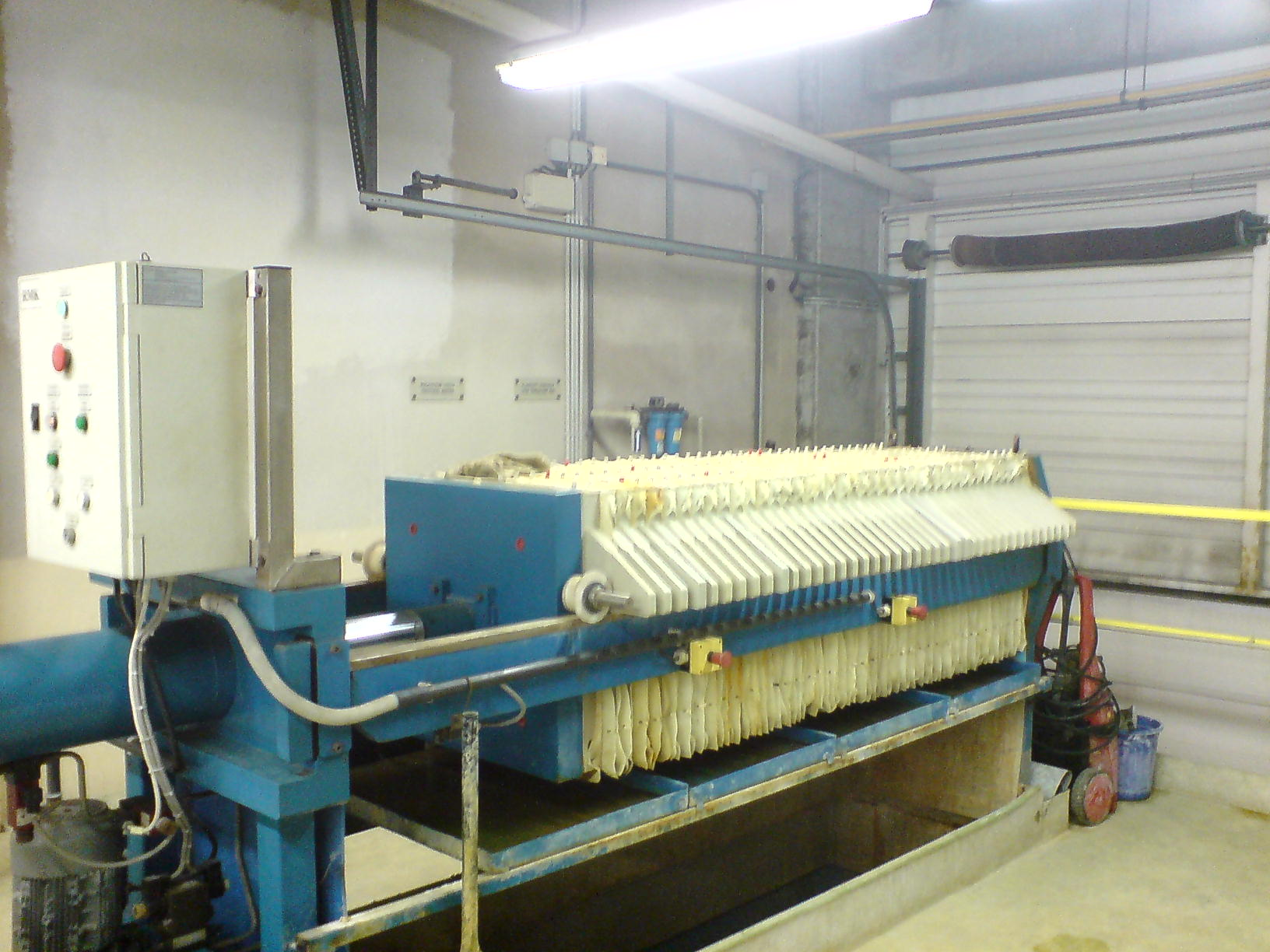
Pohled na kalolis od ovládacího panelu

Kalolis či filtrační lis je zařízení k tlakové filtraci kapalin. Užívá se zejména v cukrovarnickém a pivovarnickém průmyslu a při čištění odpadních vod.

## Rámový kalolis

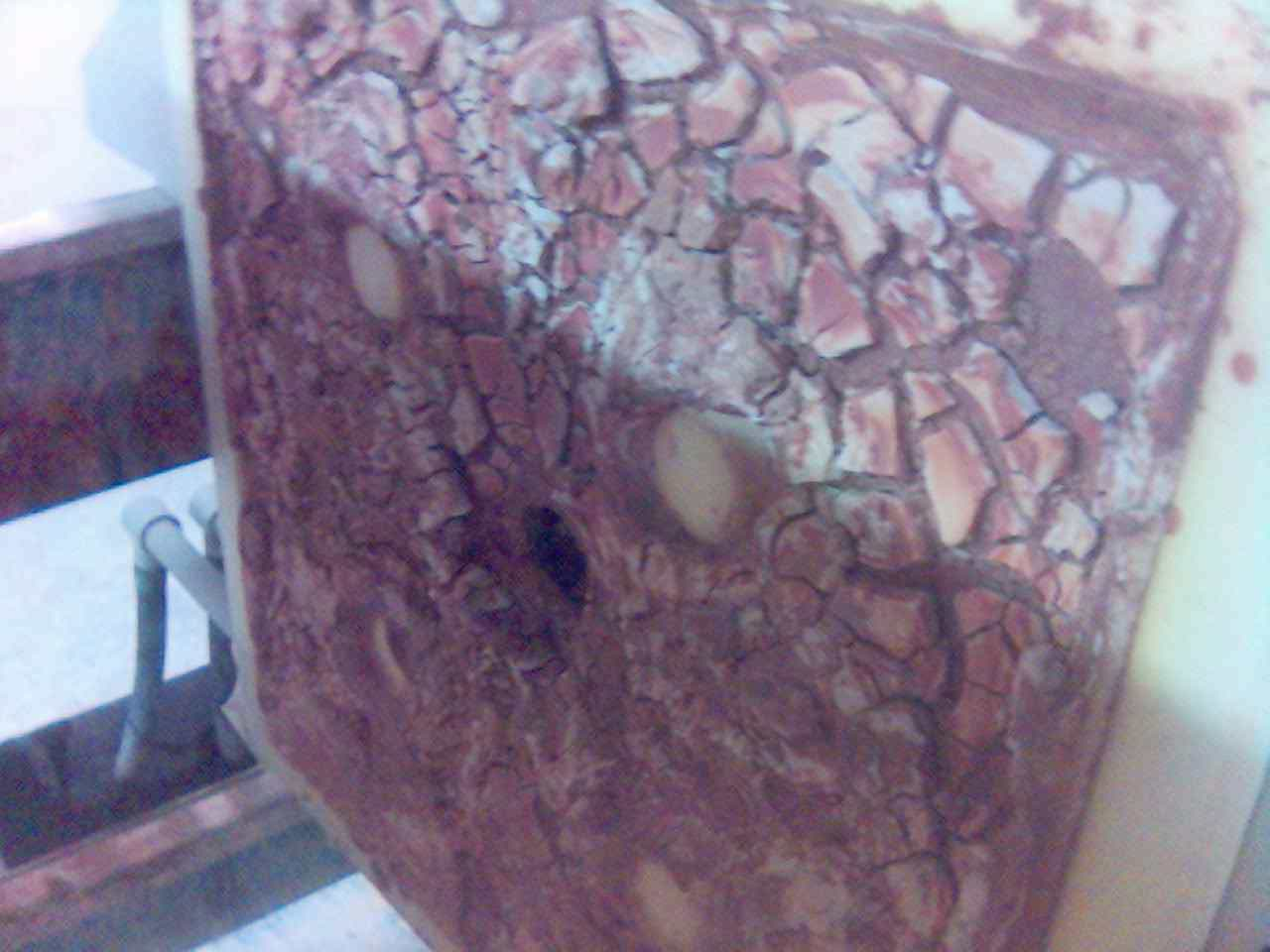
Plachetka zanesená kalem

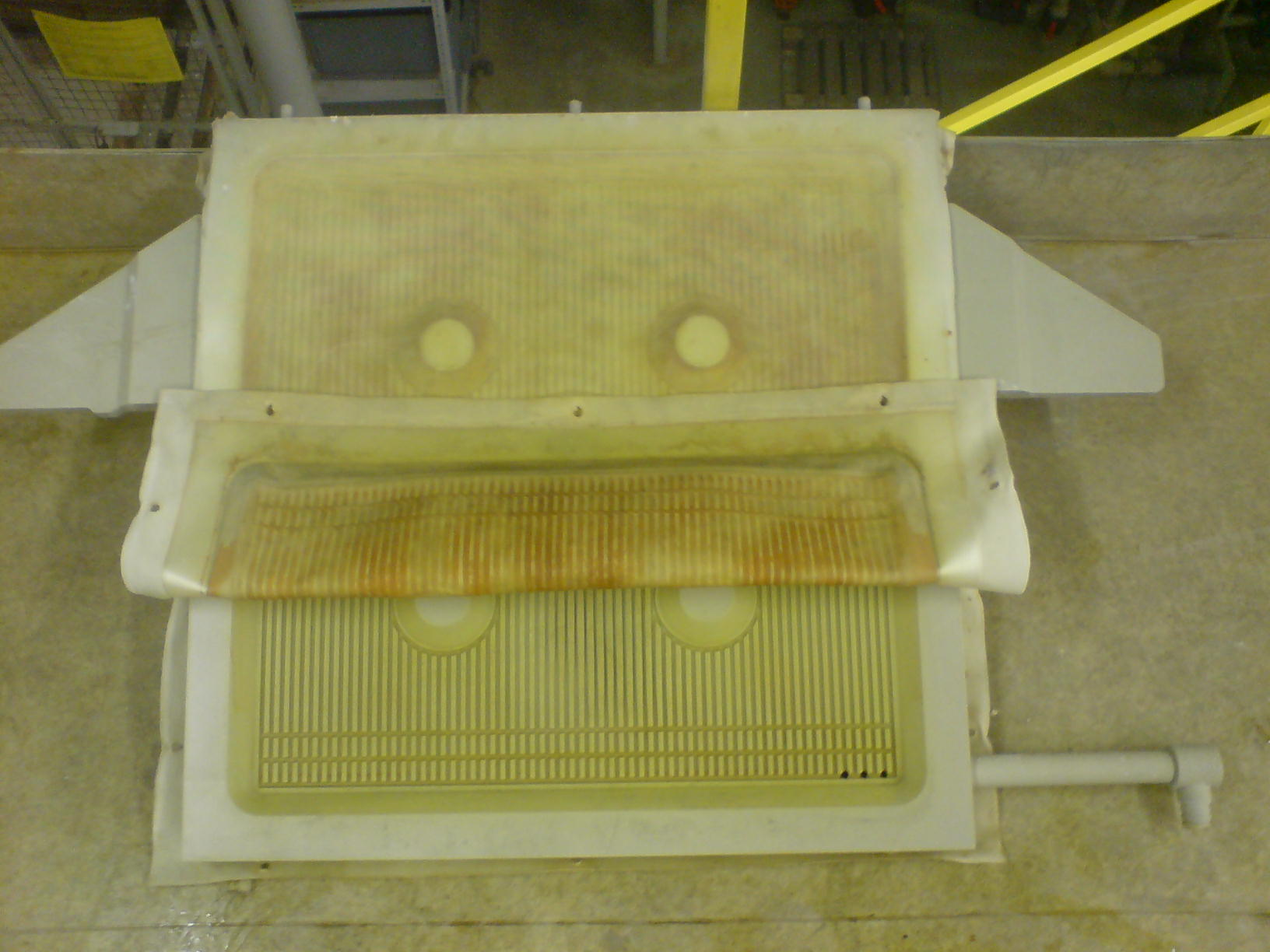
Vyčištěná deska s částečně odkrytými drážkami pro odvod vody

Rámový kalolis je soustava rýhovaných desek a rámů, opatřených držadly pro manipulaci a zavěšení na nosné konstrukci, oddělených od sebe filtrační tkaninou (plachetkou) a stlačovaných tlakem cca 15 MPa. Rámy mají otvory zvlášť pro přívod suspenze a filtrační kapaliny.

### Princip funkce
Suspenze se přivádí do rámů, rozděluje se v nich na obě strany, filtrát protéká plachetkami do desek a odvádí se jimi, zatímco na plachetkách se z kalu vytváří filtrační koláč. Po naplnění prostoru uvnitř rámů kalem se uzavře přívod suspenze a do každé druhé desky se přivede promývací kapalina, nejčastěji voda. Ta z desek prochází přes oba sousední rámy, kde promývá koláč, do dvou sousedních desek, odkud vytéká. Poté se rámy s deskami sundají z nosné konstrukce a oškrábe se z nich kal. Po očištění se znovu zavěsí a stlačí.

## Komorový kalolis
Komorový kalolis se liší od rámového tím, že nemá rámy; je tvořen pouze deskami potaženými plachetkami, přičemž každá deska má vlastní odvod filtrátu. Desky jsou tvarovány tak, aby mezi nimi bylo místo pro filtrační koláč – komory. Suspenze i promývací kapalina se přivádějí otvorem umístěným uprostřed desky.

## Automatický kalolis
Automatický kalolis je výhodný v tom, že jej není nutné po každé filtraci pracně čistit. Rámy s deskami nejsou ve vodorovné, ale svislé poloze a plachetka, která je odděluje, tvoří nekonečný pás. Při filtraci je celý systém stlačen a plachetka se nepohybuje. Po ukončení filtrace se zařízení rozevře, plachetka se uvede do pohybu a vynese filtrační koláč ven, čímž že se mezi desky dostane čistá část plachetky, zařízení se opět uzavře a může dojít k další filtraci.